# Марина Арзамасава
Марина Александровна Арзамасава (блр. Марына Аляксандраўна Арзамасава; Минск, СССР, 17. децембар 1987) је белоруска атлетичарка, чија је специјалност трчање на 800 метара. Арзамасава је европска првакиња 2014. и учесница Летњих олимпијских игара 2012.

## Значајнији резултати
| Датум | Такмичење                    | Место    | Пласман | Дисциплина | Резултат   |
| ----- | ---------------------------- | -------- | ------- | ---------- | ---------- |
| 2011  | Европско екипно првенство    | Стокхолм | 4.      | 800 м      | 2:00,62    |
| 2012  | Европско првенство           | Хелсинки | 3.      | 800 м      | 2:01,02    |
| 2013  | Европско првенство у дворани | Гетеборг | 3.      | 800 м      | 2:01,21    |
| 2014  | Светско првенство у дворани  | Сопот    | 3.      | 800 м      | 2:00,79    |
| 2014  | Европско првенство           | Цирих    | 1.      | 800 м      | 1:58,15 ЛР |

## Лични рекорди
| Дисциплина    | Резултат | Место   | Датум             |
| ------------- | -------- | ------- | ----------------- |
| 400 м         | 52,81    | Брест   | 16. мај 2012.     |
| 800 м         | 1:58,15  | Цирих   | 16. август 2014.  |
| 400 м дворана | 53,97    | Могиљев | 10. фебруар 2012. |
| 800 м дворана | 2:00,79  | Сопот   | 9. март 2014.     |